# Якиманский сквер
Якиманский сквер — сквер в Москве, расположенный в районе Якиманка на пересечении улицы Большая Полянка и Якиманского проезда.

## История
История сквера началась в 1939 году, когда при детской больнице имени К. А. Тимирязева на Большой Полянке (ныне Научно-исследовательский институт неотложной детской хирургии и травматологии) был разбит парк без названия площадью 0,25 гектара. Парк предназначался в основном для пациентов детской больницы и имел дворик с цветником, площадками и дорожками. Ограда была декорирована балюстрадой с балясинами на невысоком цоколе и вазонами для цветов. На центральном газоне появилась статуя «Пионерка с луком», ещё две характерные скульптуры стояли справа и слева от входа. Эти украшения сквера соответствовали канонам благоустройства того времени.
В 1969 году во время нового этапа масштабных реконструкций Большой Полянки был разрушен ряд кварталов исторической застройки Замоскворечья для того чтобы пробить Якиманский проезд. (Среди снесённых старых домов был и тот, в котором в 1870-х гг. жил историк В. О. Ключевский.) На углу двух улиц образовалась просторная площадь, на которой старый сквер был реконструирован. 16 июня 1972 года здесь состоялось открытие памятника Георгию Димитрову, деятелю болгарского и международного коммунистического движения.